# Jonas Collin (zoolog)
 Der er flere personer med dette navn, se Jonas Collin (flertydig).
Jonas Sigismund Collin (født 8. april 1840 i København, død 9. juli 1905 i Brørup) var en dansk zoolog og etatsråd og i øvrigt en mand med mange og forskelligartede interesser, søn af Edvard Collin.
Som zoolog er han navnlig kendt ved sin udgave af Niels Kjærbøllings Skandinaviens Fugle (1875-77); i øvrigt har han skrevet om Danmarks Frøer og Tudser (Naturhistorisk Tidsskrift, 1869), Om Limfjordens Fauna (1884), et emne, der ganske naturligt måtte interessere ham, som siden 1870 var regeringens konsulent i Østersfiskeri, samt forskelligt vedrørende fiskeriet og zoologiens historie, således biografier af zoologen Abildgaard og konkyliologen Mørch. Endelig har han i videre kredse haft en vis betydning som forfatter eller oversætter af populærnaturvidenskabelig litteratur. Til digteren H.C. Andersen stod han i nært venskabsforhold og var dennes ledsager på flere rejser i Europa og Nordafrika.
Han er begravet på Frederiksberg Ældre Kirkegård.